# Juicy
«Juicy» — первый сингл американского рэпера The Notorious B.I.G. из его дебютного студийного альбома Ready To Die, выпущенный 9 августа 1994 года на лейбле Bad Boy Records.
Это одна из первых мейнстрим рэп-песен о восхождении самого рэпера на вершину. Но помимо этого, это также история о том, как сам хип-хоп стал популярным. Название песни происходит от хита группы Mtume 1983 года, «Juicy Fruit». Ремикс на эту песню под названием «Fruity Instrumental Mix» был засемплирован непосредственно для бита продюсером Poke (из дуэта TrackMasters). Припев «Juicy» — это переделка припева группы Mtume с немного другими словами, спетая (неупомянутой на сингле) женской R&B-группой Total.
Сингл достиг 27 места в чарте Billboard Hot 100, 14 места в чарте Hot R&B/Hip-Hop Songs и 3 места в чарте Hot Rap Singles. А также занял 72 место в чарте UK Singles Chart в Великобритании. Сингл был сертифицирован как «золотой» 8 ноября 1994 года.
Песня, по мнению критиков, является одной из самых величайших хип-хоп песен всех времён. Она была засемплирована более, чем 200 раз артистами различных жанров, использовалась в фильмах, таких как 8 Миля, Бигги и Тупак, Ноториус, телесериале Полицейские под прикрытием и ток-шоу Поздней ночью с Джимми Фэллоном.
По данным ChartMasters, «Juicy» занимает второе место среди самых прослушиваемых треков The Notorious B.I.G. на стрим-сервисе Spotify, уступая первое место треку «Hypnotize». В 2012 году журнал Rolling Stone поместил песню на 8 место в своём списке 50 величайших хип-хоп песен всех времён, а в 2021 году на 32 место в списке 500 величайших песен всех времён по версии журнала Rolling Stone.

## Содержание
Песня представляет собой «хронику из грязи в князи», в которой подробно описываются детские годы The Notorious B.I.G., живущего в нищете, его первые мечты стать рэпером и ранние музыкальные влияния, его торговля наркотиками и причастность к преступности, и его возможный успех в музыкальном бизнесе и нынешний роскошный образ жизни.

## Спор по поводу продакшена
Продюсер Pete Rock, которому было поручено сделать ремикс на трек, заявил, что Паффи украл у него идею оригинального бита песни, услышав этот бит у него дома во время визита. Пит Рок объяснил это в интервью журналу Wax Poetics 20 февраля 2012 года:
Я сделал оригинальную версию, но нигде не был отмечен как автор этой музыки. Они пришли ко мне домой, услышали, как бит звучит на драм-машине. Он услышал этот бит, и следующее, что я узнаю, что этот бит вышел. Они попросили меня сделать ремикс для сингла, но я говорю людям, что я буду бороться с ними до конца, ведь это я сделал оригинальную версию этого бита. Я не сержусь ни на кого, я просто хочу, чтобы они исправили авторство этой музыки
В ремиксе Пита Рока на песню «Juicy» используется тот же семпл, что и в оригинале. На подкасте Juan Epstein Рок также кратко обсудил это, сказав, что у него нет острых чувств по поводу того, как появился «Juicy», но он хотел бы, чтобы его вписали как автора музыки, хотя в определённый период времени он питал некоторые чувства неприязни.

## Публикации в изданиях
| Издание            | Страна | Похвала                                                          | Год  | Позиция |
| ------------------ | ------ | ---------------------------------------------------------------- | ---- | ------- |
| Pop                | США    | Синглы года                                                      | 1994 | 1       |
| The Source         | США    | 100 лучших рэп-синглов всех времён                               | 1998 | -       |
| VH1                | США    | 100 величайших хип-хоп песен всех времён                         | 1998 | 7       |
| VH1                | США    | 40 величайших хип-хоп песен 90-х                                 | 1998 | 1       |
| Ego Trip           | США    | 40 величайших хип-хоп синглов 1993 года                          | 1999 | 1       |
| Spex               | США    | Лучшие синглы века                                               | 1999 | -       |
| The Boston Phoenix | США    | 90 лучших песен 90-х                                             | 1999 | -       |
| Q                  | США    | 30 лучших хип-хоп песен                                          | 2004 | 1       |
| Rolling Stone      | США    | 500 величайших песен всех времён по версии журнала Rolling Stone | 2004 | 424     |
| Blender            | США    | 500 лучших песен 80-х-00-х годов                                 | 2005 | 168     |
| Bruce Pollock      | США    | 7500 самых важных песен 1944—2000                                | 2005 | 13      |
| Pitchfork Media    | США    | Лучшие 200 треков 90-х                                           | 2010 | 14      |
| Rolling Stone      | США    | 50 величайших хип-хоп песен всех времён                          | 2012 | 8       |
| LiveAbout.com      | США    | 100 лучших рэп-песен всех времён                                 | 2019 | 15      |
| Rolling Stone      | США    | 500 величайших песен всех времён по версии журнала Rolling Stone | 2021 | 32      |

## Появление в фильмах
Появление «Juicy» в фильмах было составлено на основе списка фильмов на сайте IMDb.
- В 1995 году песня была исполнена живьём в телевизионном сериале Полицейские под прикрытием, в эпизоде You Get No Respect.
- В 2001 году песня использовалась в телевизионном документальном фильме A Huey P. Newton Story.
- В 2002 году песня использовалась в фильме 8 Миля[24].
- В 2002 году песня использовалась в документальном фильме Бигги и Тупак.
- В 2009 году песня использовалась в биографическом фильме Ноториус.
- В 2010 году песня использовалась в ток-шоу Поздней ночью с Джимми Фэллоном, в эпизоде от 29 сентября 2010 года.
- В 2016 году песня использовалась в фильме Моррис из Америки.
- В 2017 году песня использовалась в мультсериале Big Mouth, в эпизоде Requiem for a Wet Dream.
- В 2018 году песня использовалась в документальном фильме RBG.

## Список композиций

### Винил12"
Сторона А
1. «Juicy» (Dirty Mix) — 5:05
2. «Unbelievable» — 3:45 (Produced by DJ Premier)
3. «Juicy» (Remix) — 4:42 (Produced by Pete Rock)

Сторона Б
1. «Juicy» (Instrumental) — 5:05
2. «Juicy» (Remix Instrumental) — 4:43
3. «Unbelievable» (Instrumental) — 3:45

### Винил12" (промо)
Сторона А
1. «Juicy» (Radio Edit) — 4:15
2. «Juicy» (Remix) — 4:42
3. «Unbelievable» (Radio Edit) — 3:46
4. «Juicy» (Remix Instrumental) — 4:43

Сторона Б
1. «Juicy» (Dirty Mix) — 5:05
2. «Dreams» — 2:43 (Produced by Buttnaked Tim Dawg)
3. «Unbelievable» — 3:45
4. «Juicy» (Instrumental) — 5:05

### CD-сингл
1. «Juicy» (Dirty Mix) — 5:05
2. «Juicy» (Remix) — 4:42
3. «Unbelievable» — 3:45

### Аудиокассета
Сторона А
1. «Juicy» (Dirty Mix) — 5:05
2. «Unbelievable» — 3:45

Сторона Б
1. «Juicy» (Dirty Mix) — 5:05
2. «Unbelievable» — 3:45

### Аудиокассета(макси-сингл)
Сторона А
1. «Juicy» (Radio Edit) — 4:15
2. «Juicy» (Remix) — 4:42

Сторона Б
1. «Unbelievable» (Dirty Mix) — 3:45
2. «Unbelievable» (Instrumental) — 3:45

### Цифровая дистрибуция(iTunes/Apple) (2014)
1. «Juicy (Radio Edit)» — (4:16)
2. «Juicy (Remix)» — (4:42)
3. «Juicy (Dirty Mix)» — (5:04)
4. «Unbelievable» — (3:45)
5. «Juicy (Remix Instrumental)» — (4:38)
6. «Unbelievable (Instrumental)» — (3:45)

## Чарты

### Еженедельные чарты
| Чарт (1994-95)                      | Высшая позиция |
| ----------------------------------- | -------------- |
| UK Singles Chart                    | 72             |
| Великобритания (OCC UK Hip Hop/R&B) | 16             |
| Billboard Hot 100                   | 27             |
| Hot R&B/Hip-Hop Songs               | 14             |
| Hot Rap Songs                       | 3              |

## Сертификации
| Регион                                                                      | Сертификация  | Продажи   |
| --------------------------------------------------------------------------- | ------------- | --------- |
| Великобритания (BPI)                                                        | 2× Платиновый | 1 200 000 |
| США (RIAA)                                                                  | Золотой       | 500 000^  |
| Данные о продажах + прослушиваниях приведены только на основе сертификации. |               |           |